# Astra 3B
Az Astra 3B egy luxemburgi kommunikációs műhold.

## Küldetés
A műhold biztosítja a teljes körű televíziós műsorszóró szolgáltatást, beleértve a HDTV és más fejlett audiovizuális és a széles sávú szolgáltatásokat. Szolgáltatást Európában, Közel-Keleten, Afrikában és a Nyugat-Ázsiában végez. Az Astra 3A szolgálatának kiegészítésére telepítették.

## Jellemzői
Gyártotta a EADS Astrium (francia), üzemeltette a Société Européenne des Satellites-Astra (SES Astra) Európa műhold üzemeltető magáncége. Szolgáltatást Európában, Közel-Keleten, Afrikában és a Nyugat-Ázsiában végez. Társműholdja a COMSATBw 1 (német).
Megnevezései:  COSPAR: 2010-021A; SATCAT kódja: 36581.
2010. május 21-én a Guyana Űrközpontból, az ELA-3. számú indítóállványról egy Ariane–5 (ECA V194) hordozórakétával állították közepes magasságú Föld körüli pályára (MEO = Medium Earth Orbit). Az orbitális pályája 1436,11 perces, 0,05° hajlásszögű, Geoszinkron pálya perigeuma 35 772 kilométer, az apogeuma 35 813 kilométer volt.
Alakja prizma, méretei 4.5 x 3.2 x 2.8 méter, tömege 5472 kilogramm. Szolgálati idejét 15 évre tervezték. Három tengelyesen stabilizált (Nap-Föld érzékeny) űreszköz. 66 televíziós csatorna, valamint videó és internet szolgáltatást végez. Telemetriai szolgáltatását antennák segítik. Információ lejátszó KU-sávos, 60 (52 aktív+8 tartalék)+ 4 Ka transzponder biztosította Európa lefedettségét. Az űreszközhöz napelemeket rögzítettek (kinyitva 39,8 méter; 12 kW), éjszakai (földárnyék) energia ellátását újratölthető kémiai (lítiumg-ion) akkumulátorok biztosították. A stabilitás és a pályaelemek elősegítése érdekében (monopropilén hidrazin) gázfúvókákkal felszerelt.